# Слийпи Холоу (сериал)
„Слийпи Холоу“ (на английски: Sleepy Hollow) е американски фентъзи сериал, чиято премиера е на 16 септември 2013 г. През март 2015 г. Fox го подновява за трети сезон с 18 епизода.

## Резюме
Представете си, че се събуждате 250 години след като сте умрели в бъдещето, където светът е на ръба на унищожението, причинено от невъобразими събития, и вие сте последната надежда на човечеството. Добре дошли в сериала Слийпи Холоу, вълнуваща мистериозна приключенска драма, основана на литературното творчество на Уошингтън Ървинг.
Икабод Крейн е съживен, за да разгадае мистерия, чиито корени се крият още в създаването на САЩ. Заедно с него е съживен и конникът без глава, който избива хора в модерния Слийпи Холоу. Свързан с конника без глава чрез кръвна магия, направена по време на Американската революция, Икабод бързо осъзнава, че спирането на конника е само началото и че конникът е едва първият от четиримата конници на Апокалипсиса.

## „Слийпи Холоу“ в България
В България сериалът се излъчва по Fox. Премиерата на първи сезон е на 17 декември 2013 г. от 21:45 като се излъчват два епизода. Следващите епизоди се излъчват от 7 януари 2014 г. всеки вторник от 21:50. Сезонът приключва на 18 март. Втори сезон започва на 2 декември 2014 г., всеки вторник от 21:00. От 6 януари 2015 г. се излъчва вече от 21:55 до 31 март. На 15 януари 2016 г. започва трети сезон, всеки петък от 22:00. Дублажът е на Андарта Студио. Преводач е Гергана Стойчева – Нуша. Ролите се озвучават от артистите Елена Бойчева, Светлана Бонин, Кристиян Фоков, Момчил Степанов, Иво Райков и Стоян Цветков.